# Битка код Агригента
Битка код Агригента (Сицилија, 261. п. н. е. ) била је прва битка Првог пунског рата. То је био сукоб између Картагине и Римске републике. Битка је почела после велике опсаде, која је почела 262. п. н. е. У бици побеђује Римска република и преузима контролу над Сицилијом, као важном житницом.

## Увод
Група италијанских плаћеника Мамертинци 288. п. н. е. окупирају Месину, град на североистоку Сицилије. Убијају све мушко становништво, а женско становништво узимају као своје жене. Харају околином и постају проблем за независан град Сиракузу.
Кад је сиракушки тиран Хијерон II дошао на власт 265. п. н. е. одлучио је да се с њима разрачуна. Зато опседа Месину. Мамертини траже помоћ у исто време и од Картагине и од Рима.
У почетку Римљани не желе да помажу плаћенике који су неправедно отели град од његових грађана. Осим тога Рим је пре тога имао побуну плаћеника и то је био додатни разлог да им не помаже. Картагина одлучује да помогне и шаље помоћ Мамертинцима у Месину.
Видевши да се Картагина занима за плодну Сицилију, Римљани одлучују да ступе на сцену. Рим нипошто није желио да се Картагина шири по Сицилији, па улазе у савез са Мамертинцима. Римске трупе долазе 264. п. н. е. на Сицилију (по први пун ван Апенинског полуострва). Римљани затим присиљавају и Сиракузу да уђе с њима у савез. Врло брзо једине стране у спору постају Рим и Картагина, а сукоб почиње око тога чија ће бити Сицилија.

## Опсада Агригента
Римљани шаљу целу армију на Сицилију 262. п. н. е. Армијом командују два конзула, Луције Постумије Магел и Квинт Мамилије Витул. Армија је имала 4 легије и укупно 40.000 људи. Сиракуза је била римски савезник и подржавала је римски поход.
Армија је кренула у јуну према Агригенту на југозападној обали Сицилије. У Агригенту је био локални гарнизон, којим командује Ханибал Гискон. Агригент је требало да буде база за велику армију, за коју се очекивало да дође из Картагине.
На вести о доласку римске војске Ханибал Гискон се забарикадирао претходно се снабдевши намирницама из околине. Тиме је припремио град за опсаду и могао је чекати помоћ из Картагине. Римљани тога доба нису располагали опсадним справама, тако да је једини начин освајања града била блокада. Блокирају Агригент и чекају да се град након довољно дуго времена преда због глади.
После неколико месеци опсаде блокада се почела осећати по граду, па Ханибал Гискон тражи хитну помоћ Картагине.
Долази појачање зиме 262-261. п. н. е. под водством Ханона. Појачање се састојало од 50.000 људи, 6.000 коњаника и 60 ратних слонова. После неколико мањих окршаја са Римљанима, Ханон долази близу Римљана желећи сукоб, али Римљани избегавају битку.
Тиме Римљани долазе у позицију да су опкољени. Римске линије снабдевања са Сиракузом су прекинуте.

## Битка код Агригента
Опкољени Римљани са прекинутим снабдевањем из Сиракузе налазе се у лошој позицији. Ризикују да умру од глади, па зато се одлучују за битку. Међутим Ханон одбија борбу, надајући се да ће помоћу глади лакше победити Римљане. Али унутар Агригента ситуација је још лошија. Ханибал Гискон шаље димне сигнале тражећи помоћ, па су Картагињани били присиљени да прихвате битку. Детаље битке различито описују различити извори.
Ханон је распоредио картагињанску пешадију у два реда са слоновима и појачањима у другој линији, а са коњицом на крилима. Битка је дуго трајала и Римљани успевају да пробију предњи ред Картагињана. То изазива панику у позадини па картагињанске резерве беже из битке. Римљани побеђују, а коњица успева да зароби неколико слонова. Картагињани, опкољени гарнизон и Ханибал Гискон успевају да побегну.

## Последице
Римљани заузимају Агригент и све становништво продају у робље. Два конзула су били победниици, али због бега Картагињана нису награђени тријумфалним повратком.
После 261. п. н. е. Римска република контролише већину Сицилије и тиме осигурава жито за себе. То је била прва велика битка ван Италије, што је Римљанима дало полет.